# Yu Tao
Yu Tao (en chino tradicional, 于濤; en chino simplificado, 于涛; pinyin, Yú Tāo; Shanghái, China, 15 de octubre de 1981) es un exfutbolista de China que jugaba en la posición de centrocampista.

## Carrera

### Club
| Periodo   | Club                      | Apariciones | Goles |
| --------- | ------------------------- | ----------- | ----- |
| 2000-2001 | Shanghai 02               | 12          | 0     |
| 2002-2012 | Shanghái Shenhua          | 255         | 17    |
| 2013-2015 | Shanghái Shenxin          | 82          | 1     |
| 2016-2018 | Beijing Enterprises Group | 51          | 1     |

### Selección nacional
Debutó con China el 7 de diciembre de 2002 en una victoria por 3-1 ante Siria en un partido amistoso. Jugó 11 partidos hasta 2011, participó en los Juegos Asiáticos de 2002 y la Copa Asiática 2011.